# Adolfo Turchi
Adolfo Turchi (Longiano, 24 ottobre 1863 – L'Aquila, 2 maggio 1929) è stato un arcivescovo cattolico italiano.

## Biografia
Nato a Balignano di Longiano nel 1863, il 30 giugno 1909 fu nominato vescovo di Caiazzo da papa Pio X, venendo consacrato il 25 settembre da Giovanni Battista Ricci, arcivescovo di Ancona e Numana, insieme a Giovanni Battista Scotti e Giovanni Cazzani come co-consacranti. L'8 settembre 1914 fu contemporaneamente nominato segretario della Congregazione per i religiosi e vescovo titolare di Canopo. Infine, il 17 luglio 1918, fu nominato arcivescovo dell'Aquila e mantenne questo incarico fino alla morte, avvenuta nel 1929.

## Genealogia episcopale
La genealogia episcopale è:
- Cardinale Scipione Rebiba
- Cardinale Giulio Antonio Santori
- Cardinale Girolamo Bernerio, O.P.
- Arcivescovo Galeazzo Sanvitale
- Cardinale Ludovico Ludovisi
- Cardinale Luigi Caetani
- Cardinale Ulderico Carpegna
- Cardinale Paluzzo Paluzzi Altieri degli Albertoni
- Papa Benedetto XIII
- Papa Benedetto XIV
- Papa Clemente XIII
- Cardinale Marcantonio Colonna
- Cardinale Giacinto Sigismondo Gerdil, B.
- Cardinale Giulio Maria della Somaglia
- Cardinale Carlo Odescalchi, S.I.
- Cardinale Costantino Patrizi Naro
- Cardinale Lucido Maria Parocchi
- Arcivescovo Giovanni Battista Ricci
- Arcivescovo Adolfo Turchi